# William Boyd
William James Boyd (rođen 27. travnja 1979.) i poznatiji kao Will Boyd je bivši basist rock benda Evanescence. Članom tog benda postao je 2003., a napustio ga je u lipnju 2006. Zamijenio ga je Tim McCord.